# 谌家矶街道
谌家矶街道是中华人民共和国湖北省武汉市江岸区下辖的一个街道办事处。

## 行政区划
谌家矶街道下辖以下村级行政区划单位：
谌家矶社区、平安苑社区、先锋村、朱家河村、平安铺村和新建村。

## 相关
- 谌家矶站